# Campionati del mondo under 20 di atletica leggera 2016
I campionati del mondo under 20 di atletica leggera 2016 (16ª edizione) si sono svolti a Bydgoszcz, in Polonia, dal 19 al 24 luglio. Le competizioni hanno avuto luogo presso lo Stadion im. Zdzisława Krzyszkowiaka.
È stata la prima edizione ufficialmente conosciuta con il nome campionati del mondo under 20 di atletica leggera (in inglese World under 20 Championships in Athletics), in quanto fino all'edizione del 2014 il nome ufficiale della manifestazione era campionati del mondo juniores di atletica leggera (in inglese World Junior Championships in Athletics).
Inizialmente le gare dovevano essere ospitate a Kazan', in Russia, ma in seguito alla sospensione per doping della All-Russia Athletic Federation, la federazione nazionale russa di atletica leggera, il 7 gennaio 2016 la manifestazione fu assegnata alla città polacca di Bydgoszcz, unica altra candidata per ospitare l'evento.

## Medagliati

### Uomini
| Specialità | Oro                                                                        | Prestazione | Argento                                                              | Prestazione | Bronzo                                                                         | Prestazione |
| Corse piane |                                                                            |             |                                                                      |             |                                                                                |             |
| 100 m | Noah Lyles                                                                 | 10"17       | Filippo Tortu                                                        | 10"24       | Mario Burke                                                                    | 10"26       |
| 200 m | Michael Norman                                                             | 20"17       | Tlotliso Leotlela                                                    | 20"59       | Nigel Ellis                                                                    | 20"63       |
| 400 m | Abdelalelah Haroun                                                         | 44"81       | Wilbert London                                                       | 45"27       | Karabo Sibanda                                                                 | 45"45       |
| 800 m | Kipyegon Bett                                                              | 1'44"95     | Willy Kiplimo Tarbei                                                 | 1'45"50     | Mostafa Smaili                                                                 | 1'46"02     |
| 1.500 m | Kumari Taki                                                                | 3'48"63     | Taresa Tolosa                                                        | 3'48"77     | Anthony Kiptoo                                                                 | 3'49"00     |
| 5.000 m | Selemon Barega                                                             | 13'21"21    | Djamal Direh                                                         | 13'21"50    | Wesley Ledama                                                                  | 13'23"34    |
| 10.000 m | Rodgers Kwemoi                                                             | 27'25"23    | Aron Kifle                                                           | 27'26"20    | Jacob Kiplimo                                                                  | 27'26"68    |
| 10.000 m marcia | Callum Wilkinson                                                           | 40'41"62    | Jhonatan Amores                                                      | 40'43"33    | Salih Korkmaz                                                                  | 40'45"53    |
| Corse a ostacoli |                                                                            |             |                                                                      |             |                                                                                |             |
| 110 hs (99 cm) | Marcus Krah                                                                | 13"25       | Amere Lattin                                                         | 13"30       | Takumu Furuya                                                                  | 13"31       |
| 400 hs | Jaheel Hyde                                                                | 49"03       | Taylor McLaughlin                                                    | 49"45       | Kyron McMaster                                                                 | 49"56       |
| 3.000 siepi | Amos Kirui                                                                 | 8'20"43     | Yemane Haileselassie                                                 | 8'22"67     | Getnet Wale                                                                    | 8'22"83     |
| Salti |                                                                            |             |                                                                      |             |                                                                                |             |
| Salto in alto | Luis Enrique Zayas                                                         | 2,27 m      | Darius Carbin                                                        | 2,25 m      | Mohamat Allamine Hamdi                                                         | 2,23 m      |
| Salto con l'asta | Deakin Volz                                                                | 5,65 m      | Kurtis Marschall                                                     | 5,55 m      | Armand Duplantis                                                               | 5,45 m      |
| Salto in lungo | Maykel Massó                                                               | 8,00 m      | Miltiádis Tentoglou                                                  | 7,91 m      | Darcy Roper                                                                    | 7,88 m      |
| Salto triplo | Lázaro Martínez                                                            | 17,06 m     | Cristian Nápoles                                                     | 16,62 m     | Melvin Raffin                                                                  | 16,37 m     |
| Lanci |                                                                            |             |                                                                      |             |                                                                                |             |
| Getto del peso (6 kg) | Bronson Osborn                                                             | 21,27 m     | Wictor Petersson                                                     | 20,65 m     | Adrian Piperi                                                                  | 20,62 m     |
| Lancio del disco (1,75 kg) | Mohamed Ibrahim Moaaz                                                      | 63,63 m     | Oskar Stachnik                                                       | 62,83 m     | Hleb Zhuk                                                                      | 61,70 m     |
| Lancio del martello (6 kg) | Bence Halász                                                               | 80,93 m     | Hlib Piskunov                                                        | 79,58 m     | Aleksi Jaakkola                                                                | 77,88 m     |
| Lancio del giavellotto | Neeraj Chopra                                                              | 86,48 m     | Johan Grobler                                                        | 80,59 m     | Anderson Peters                                                                | 79,65 m     |
| Prove multiple |                                                                            |             |                                                                      |             |                                                                                |             |
| Decathlon | Niklas Kaul                                                                | 8162 p.     | Maksim Andraloits                                                    | 8046 p.     | Johannes Erm                                                                   | 7879 p.     |
| Staffette |                                                                            |             |                                                                      |             |                                                                                |             |
| Staffetta 4×100 m | Stati Uniti Michael Norman Hakim Montgomery Brandon Taylor Noah Lyles      | 38"93       | Giappone Ippei Takeda Jun Yamashita Wataru Inuzuka Kenta Oshima      | 39"01       | Germania Roger Gurski Thomas Barthel Niels Torben Giese Manuel Eitel           | 39"13       |
| Staffetta 4×400 m | Stati Uniti Champion Allison Ari Cogdell Kahmari Montgomery Wilbert London | 3'02"39     | Botswana Omphemetse Poo Baboloki Thebe Karabo Sibanda Xholani Talane | 3'02"81     | Giamaica Anthony Carpenter Sean Bailey Terry Ricardo Thomas Christopher Taylor | 3'04"83     |
| record mondiale; record mondiale stagionale; miglior prestazione mondiale under 20; miglior prestazione mondiale stagionale under 20; record africano; record asiatico; record europeo; record nord-centroamericano e caraibico; record sudamericano; record oceaniano; record dei campionati; record nazionale; record nazionale under 20; record personale; record personale stagionale. |                                                                            |             |                                                                      |             |                                                                                |             |

### Donne
| Specialità | Oro                                                                     | Prestazione | Argento                                                                      | Prestazione | Bronzo                                                                   | Prestazione |
| Corse piane |                                                                         |             |                                                                              |             |                                                                          |             |
| 100 m | Candace Hill                                                            | 11"07       | Ewa Swoboda                                                                  | 11"12       | Khalifa St. Fort                                                         | 11"18       |
| 200 m | Edidiong Ofonime Odiong                                                 | 22"84       | Evelyn Rivera                                                                | 23"21       | Estelle Raffai                                                           | 23"48       |
| 400 m | Tiffany James                                                           | 51"32       | Lynna Irby                                                                   | 51"39       | Junelle Bromfield                                                        | 52"05       |
| 800 m | Samantha Watson                                                         | 2'04"52     | Aaliyah Miller                                                               | 2'05"06     | Tigist Ketema                                                            | 2'05"13     |
| 1.500 m | Adanech Anbesa                                                          | 4'08"07     | Fantu Worku                                                                  | 4'08"43     | Christina Aragon                                                         | 4'08"71     |
| 3.000 m | Beyenu Degefa                                                           | 8'41"76     | Dalila Abdulkadir Gosa                                                       | 8'46"42     | Konstanze Klosterhalfen                                                  | 8'46"74     |
| 5.000 m | Kalkidan Fentie                                                         | 15'29"64    | Emmaculate Chepkirui                                                         | 15'31"12    | Bontu Rebitu                                                             | 15'31"93    |
| 10.000 m marcia | Ma Zhenxia                                                              | 45'18"46    | Noemi Stella                                                                 | 45'23"85    | Yehualeye Beletew                                                        | 45'33"69    |
| Corse a ostacoli |                                                                         |             |                                                                              |             |                                                                          |             |
| 100 hs | Ėl'vira Herman                                                          | 12"85       | Rushelle Burton                                                              | 12"87       | Tia Jones                                                                | 12"89       |
| 400 hs | Anna Cockrell                                                           | 55"20       | Shannon Kalawan                                                              | 56"54       | Xahria Santiago                                                          | 56"90       |
| 3.000 siepi | Celliphine Chespol                                                      | 9'25"15     | Tigist Getnet                                                                | 9'34"08     | Agrie Belachew                                                           | 9'37"17     |
| Salti |                                                                         |             |                                                                              |             |                                                                          |             |
| Salto in alto | Michaela Hrubá                                                          | 1,91 m      | Ximena Lizbeth Esquivel                                                      | 1,89 m      | Yuliya Levchenko                                                         | 1,86 m      |
| Salto con l'asta | Angelica Moser                                                          | 4,55 m      | Robeilys Peinado                                                             | 4,40 m      | Wilma Murto                                                              | 4,40 m      |
| Salto in lungo | Yanis David                                                             | 6,42 m      | Sophie Weissenberg                                                           | 6,40 m      | Hilary Kpatcha                                                           | 6,33 m      |
| Salto triplo | Chen Ting                                                               | 13,85 m     | Konstadína Roméou                                                            | 13,55 m     | Georgiana Iuliana Anitei                                                 | 13,49 m     |
| Lanci |                                                                         |             |                                                                              |             |                                                                          |             |
| Getto del peso | Alina Kenzel                                                            | 17,58 m     | Song Jiayuan                                                                 | 16,36 m     | Alyssa Wilson                                                            | 16,33 m     |
| Lancio del disco | Kristina Rakočević                                                      | 56,36 m     | Kirsty Williams                                                              | 53,91 m     | Alexandra Emilianov                                                      | 53,08 m     |
| Lancio del martello | Beatrice Nedberge Llano                                                 | 64,33 m     | Alexandra Hulley                                                             | 63,47 m     | Suvi Koskinen                                                            | 62,49 m     |
| Lancio del giavellotto | Klaudia Maruszewska                                                     | 57,59 m     | Jo-Ane van Dyk                                                               | 57,32 m     | Eda Tuğsuz                                                               | 56,71 m     |
| Prove multiple |                                                                         |             |                                                                              |             |                                                                          |             |
| Eptathlon | Sarah Lagger                                                            | 5960 p.     | Adriana Rodríguez                                                            | 5925 p.     | Hanne Maudens                                                            | 5881 p.     |
| Staffette |                                                                         |             |                                                                              |             |                                                                          |             |
| Staffetta 4×100 m | Stati Uniti Tia Jones Taylor Bennett Kaylor Harris Candace Hill         | 43"69       | Francia Tamara Murcia Cynthia Leduc Fanny Peltier Estelle Raffai             | 44"05       | Germania Katrin Fehm Keshia Beverly Kwadwo Eleni Frommann Chantal Butzek | 44"18       |
| Staffetta 4×400 m | Stati Uniti Lynna Irby Anna Cockrell Karrington Winters Samantha Watson | 3'29"11     | Giamaica Shannon Kalawan Tiffany James Stacey-Ann Williams Junelle Bromfield | 3'31"01     | Canada Xahria Santiago Ashlan Best Natassha McDonald Victoria Tachinski  | 3'32"25     |
| record mondiale; record mondiale stagionale; miglior prestazione mondiale under 20; miglior prestazione mondiale stagionale under 20; record africano; record asiatico; record europeo; record nord-centroamericano e caraibico; record sudamericano; record oceaniano; record dei campionati; record nazionale; record nazionale under 20; record personale; record personale stagionale. |                                                                         |             |                                                                              |             |                                                                          |             |

## Medagliere
| Pos.   | Paese                     | Oro | Argento | Bronzo | Totale |
| ------ | ------------------------- | --- | ------- | ------ | ------ |
| 1      | Stati Uniti               | 12  | 6       | 4      | 22     |
| 2      | Kenya                     | 5   | 2       | 2      | 9      |
| 3      | Etiopia                   | 4   | 2       | 4      | 10     |
| 4      | Cuba                      | 3   | 2       | 0      | 5      |
| 5      | Giamaica                  | 2   | 3       | 3      | 8      |
| 6      | Germania                  | 2   | 1       | 3      | 6      |
| 7      | Cina                      | 2   | 1       | 0      | 3      |
| 8      | Qatar                     | 2   | 0       | 1      | 3      |
| 9      | Bahrein                   | 1   | 2       | 1      | 4      |
| 10     | Polonia                   | 1   | 2       | 0      | 3      |
| 11     | Francia                   | 1   | 1       | 3      | 5      |
| 12     | Bielorussia               | 1   | 1       | 1      | 3      |
| 13     | Austria                   | 1   | 0       | 0      | 1      |
| 13     | Rep. Ceca                 | 1   | 0       | 0      | 1      |
| 13     | Regno Unito               | 1   | 0       | 0      | 1      |
| 13     | Ungheria                  | 1   | 0       | 0      | 1      |
| 13     | India                     | 1   | 0       | 0      | 1      |
| 13     | Montenegro                | 1   | 0       | 0      | 1      |
| 13     | Norvegia                  | 1   | 0       | 0      | 1      |
| 13     | Svizzera                  | 1   | 0       | 0      | 1      |
| 21     | Australia                 | 0   | 3       | 1      | 4      |
| 22     | Sudafrica                 | 0   | 3       | 0      | 3      |
| 23     | Eritrea                   | 0   | 2       | 0      | 2      |
| 23     | Grecia                    | 0   | 2       | 0      | 2      |
| 23     | Italia                    | 0   | 2       | 0      | 2      |
| 26     | Botswana                  | 0   | 1       | 1      | 2      |
| 26     | Giappone                  | 0   | 1       | 1      | 2      |
| 26     | Svezia                    | 0   | 1       | 1      | 2      |
| 26     | Ucraina                   | 0   | 1       | 1      | 2      |
| 30     | Colombia                  | 0   | 1       | 0      | 1      |
| 30     | Gibuti                    | 0   | 1       | 0      | 1      |
| 30     | Ecuador                   | 0   | 1       | 0      | 1      |
| 30     | Messico                   | 0   | 1       | 0      | 1      |
| 30     | Venezuela                 | 0   | 1       | 0      | 1      |
| 35     | Finlandia                 | 0   | 0       | 3      | 3      |
| 36     | Canada                    | 0   | 0       | 2      | 2      |
| 36     | Turchia                   | 0   | 0       | 2      | 2      |
| 38     | Barbados                  | 0   | 0       | 1      | 1      |
| 38     | Belgio                    | 0   | 0       | 1      | 1      |
| 38     | Estonia                   | 0   | 0       | 1      | 1      |
| 38     | Grenada                   | 0   | 0       | 1      | 1      |
| 38     | Isole Vergini Britanniche | 0   | 0       | 1      | 1      |
| 38     | Marocco                   | 0   | 0       | 1      | 1      |
| 38     | Moldavia                  | 0   | 0       | 1      | 1      |
| 38     | Romania                   | 0   | 0       | 1      | 1      |
| 38     | Trinidad e Tobago         | 0   | 0       | 1      | 1      |
| 38     | Uganda                    | 0   | 0       | 1      | 1      |
| Totale | Totale                    | 44  | 44      | 44     | 132    |